# Mairwa
Mairwa là một thành phố và là một khu vực quy hoạch (notified area) của quận Siwan thuộc bang Bihar, Ấn Độ.

## Địa lý
Mairwa có vị trí 26°14′B 84°09′Đ / 26,23°B 84,15°Đ Nó có độ cao trung bình là 65 mét (213 feet).

## Nhân khẩu
Theo điều tra dân số năm 2001 của Ấn Độ, Mairwa có dân số 18.696 người. Phái nam chiếm 53% tổng số dân và phái nữ chiếm 47%. Mairwa có tỷ lệ 54% biết đọc biết viết, thấp hơn tỷ lệ trung bình toàn quốc là 59,5%: tỷ lệ cho phái nam là 64%, và tỷ lệ cho phái nữ là 42%. Tại Mairwa, 17% dân số nhỏ hơn 6 tuổi.